# Ko Khai Nok
Ko Khai Nok (en tailandés: เกาะ ไข่ นอก) es una isla de Tailandia. Está ubicada en la provincia de Phang Nga, en la parte sur del país a 700 km al sur de Bangkok, capital del país.

## Galería de imágenes

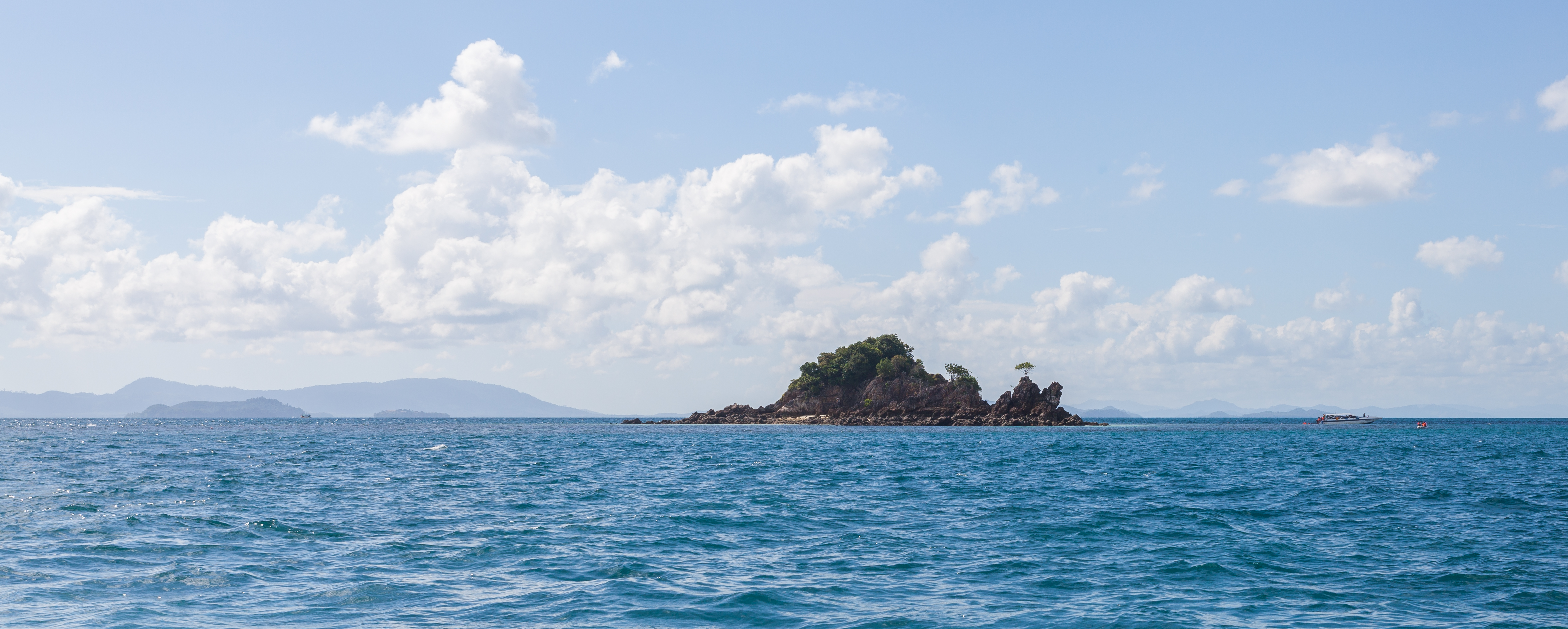
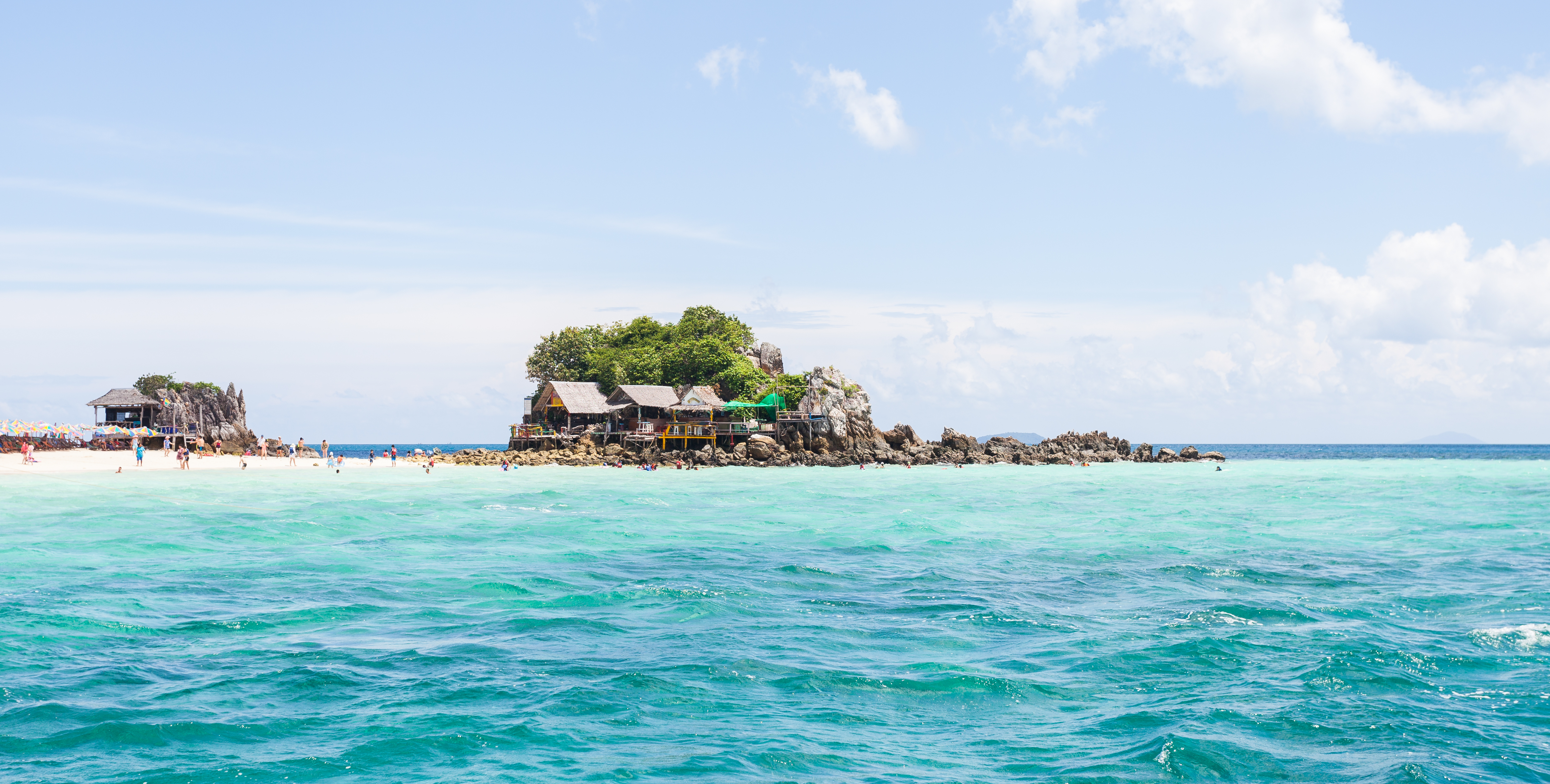
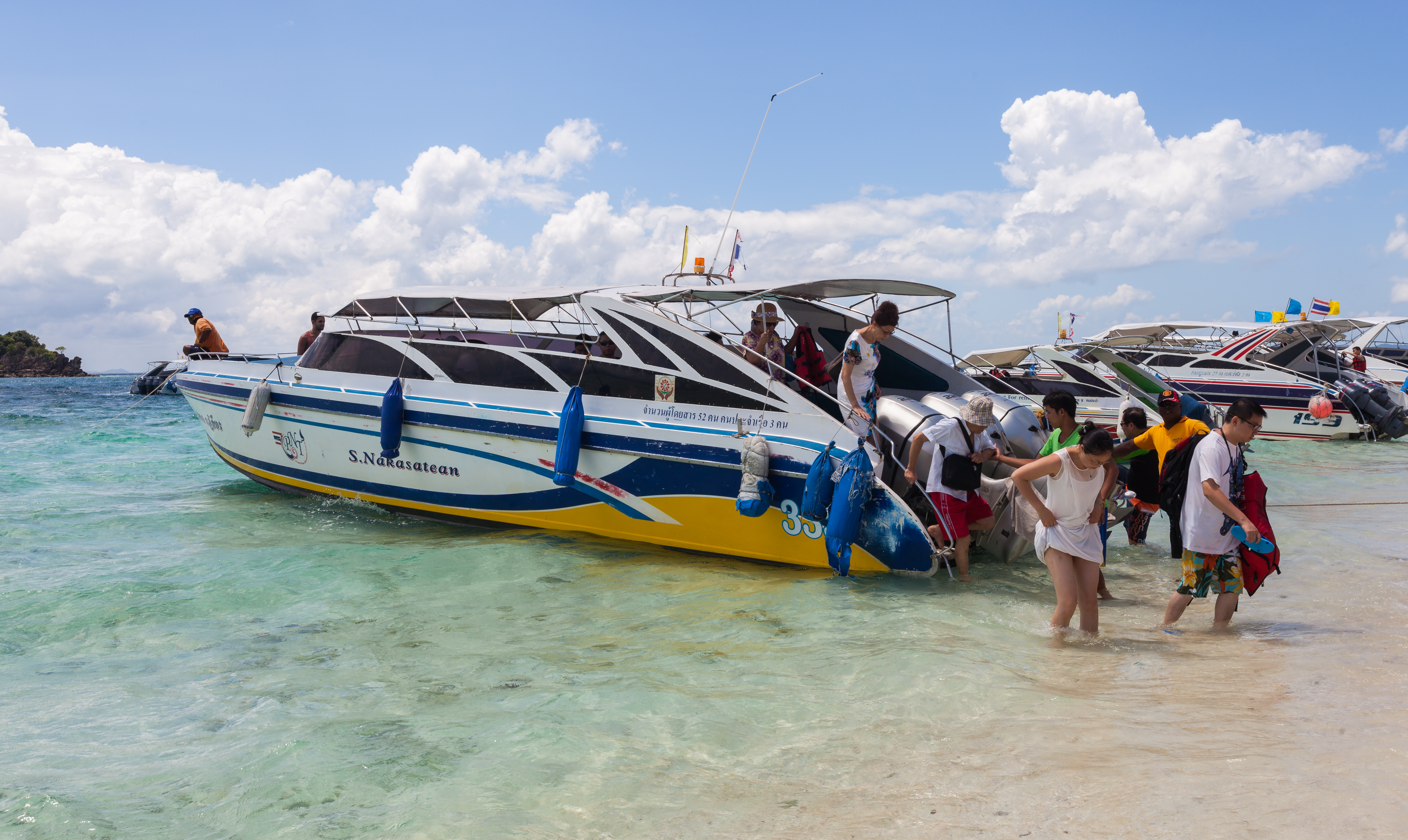
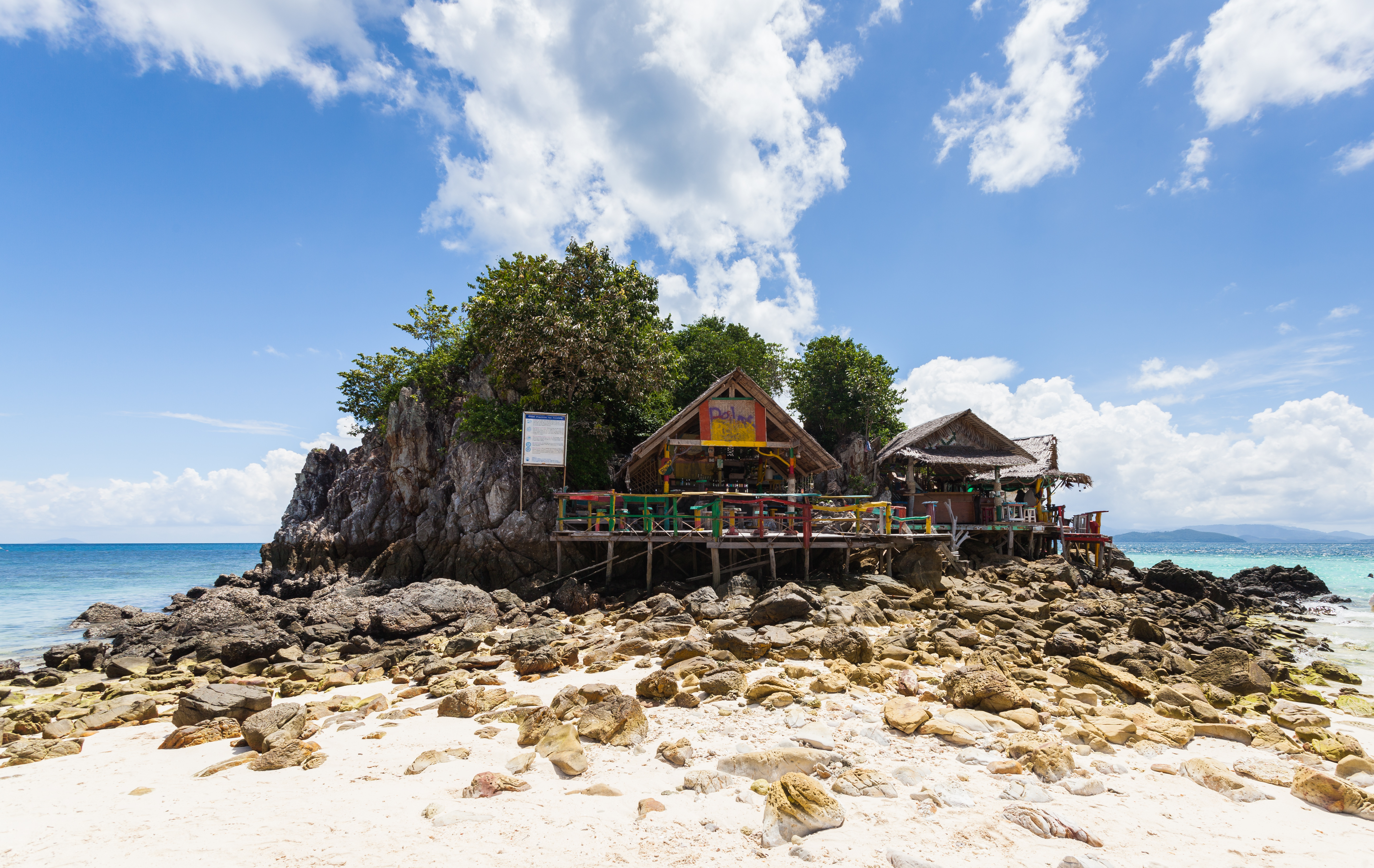
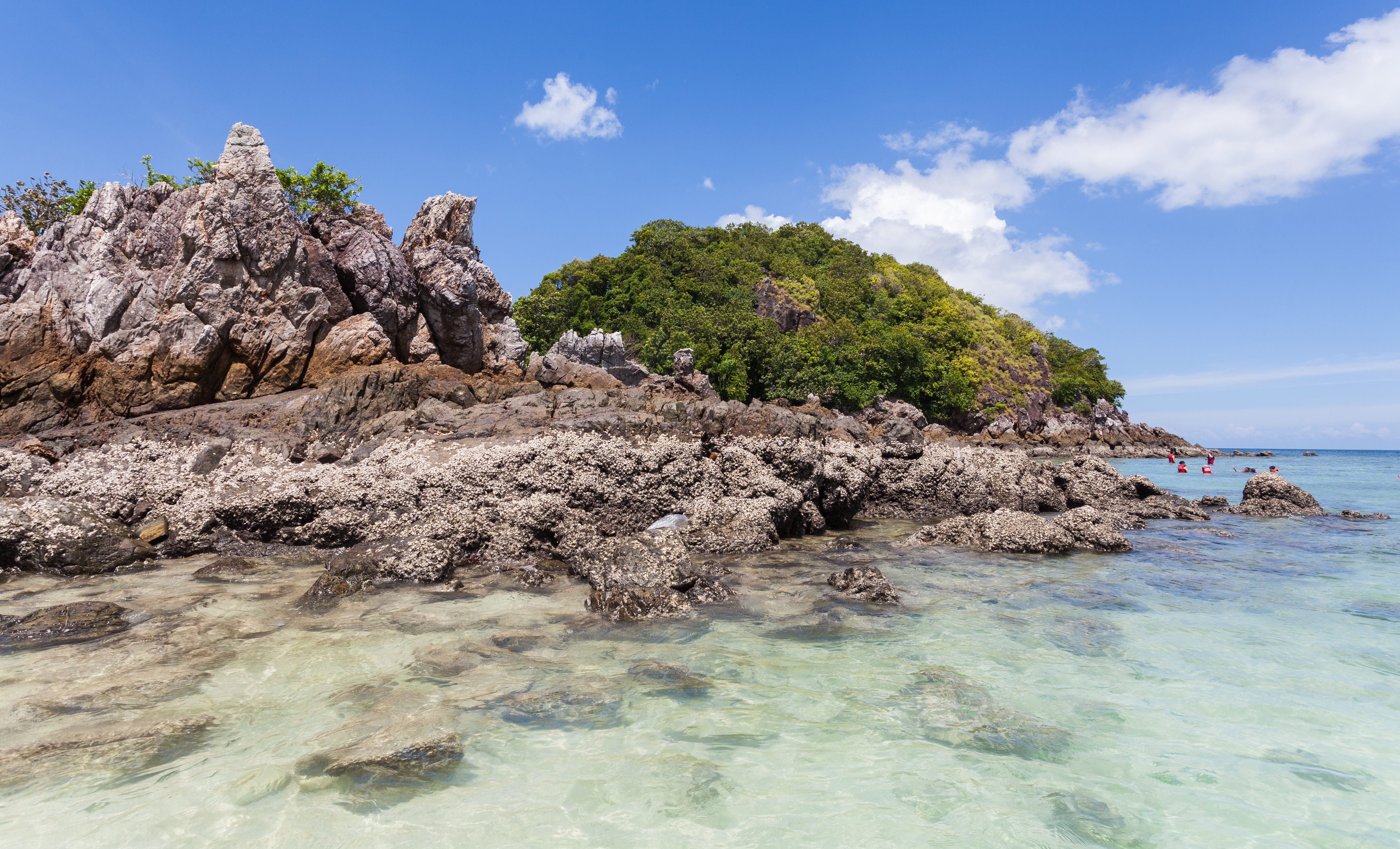
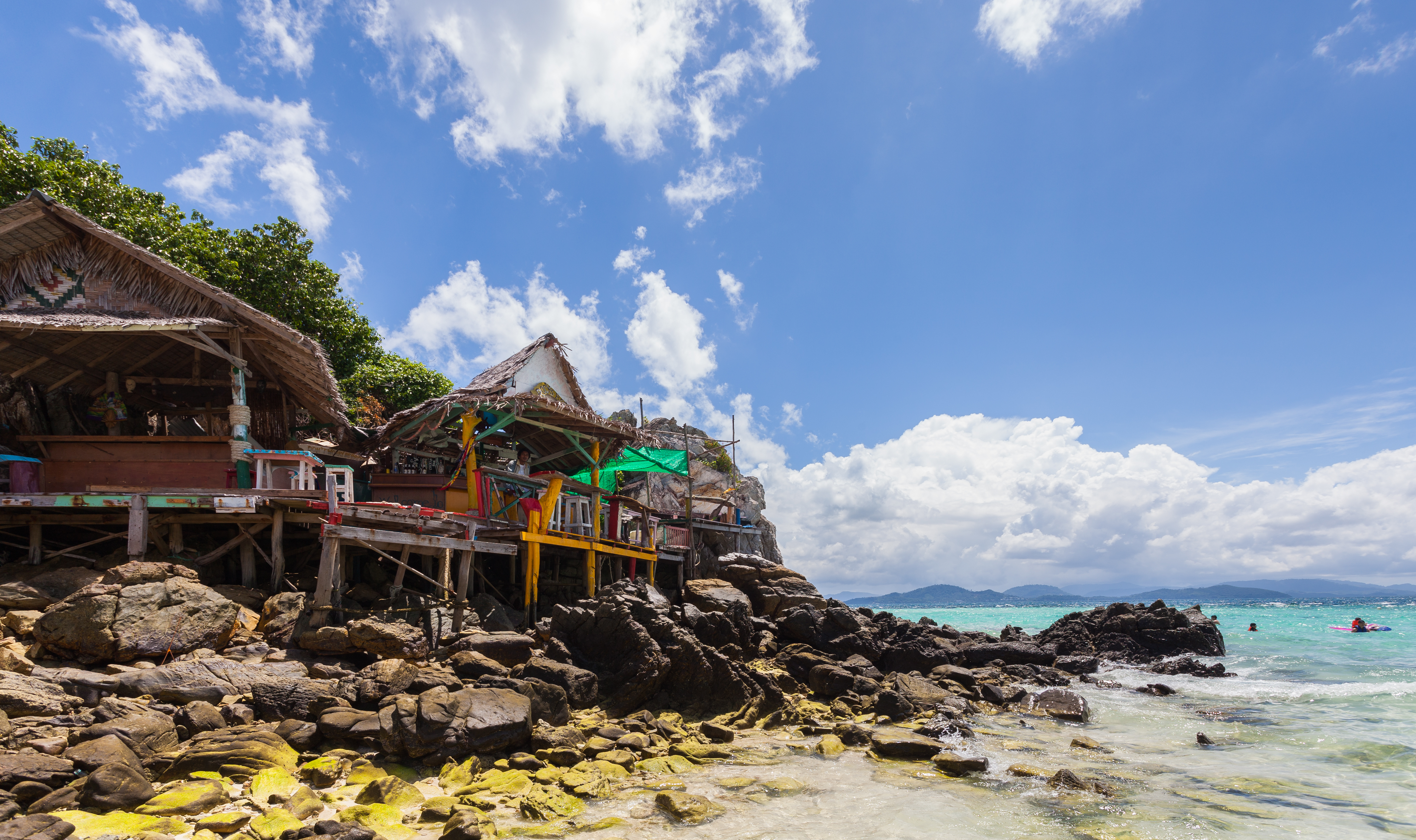
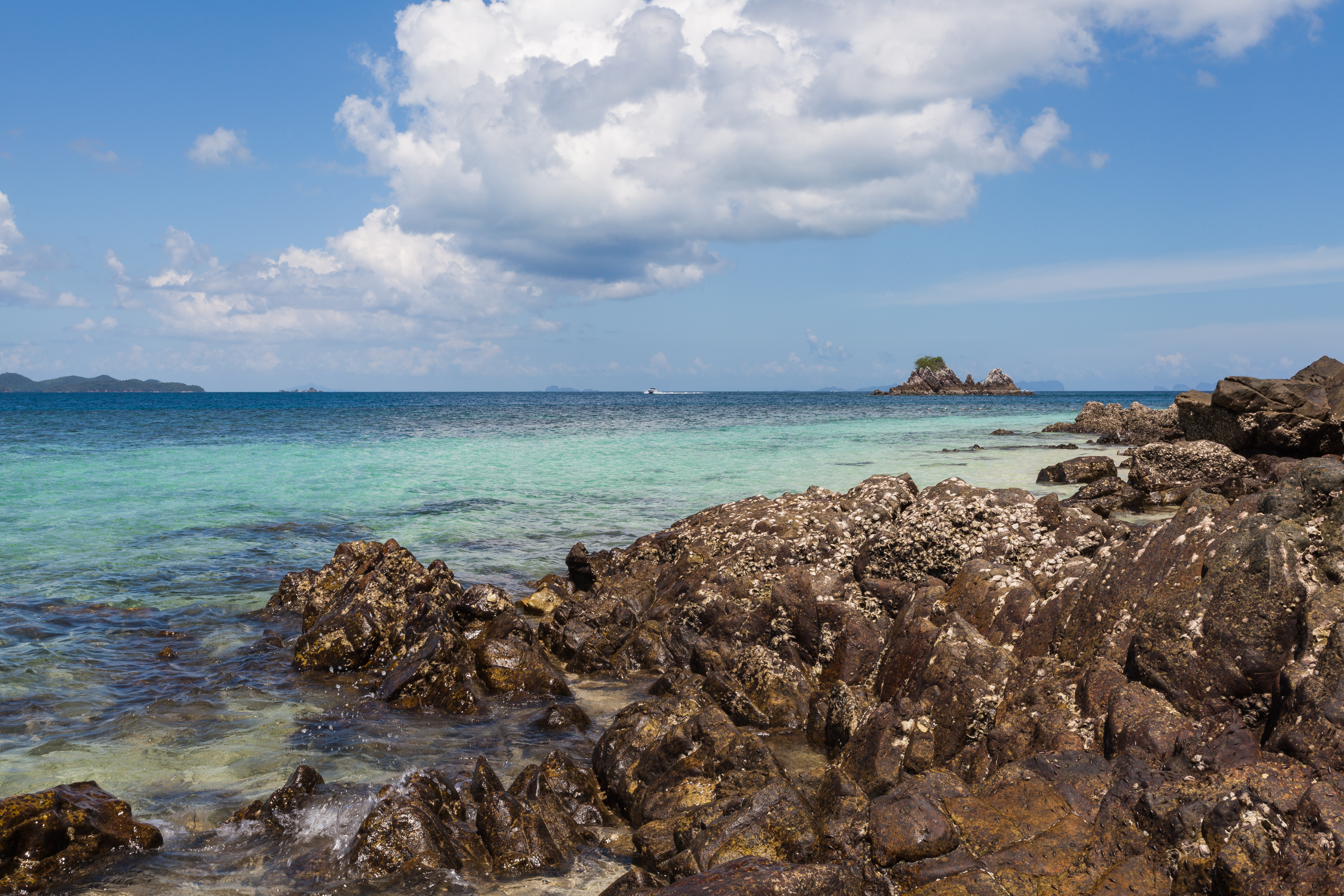
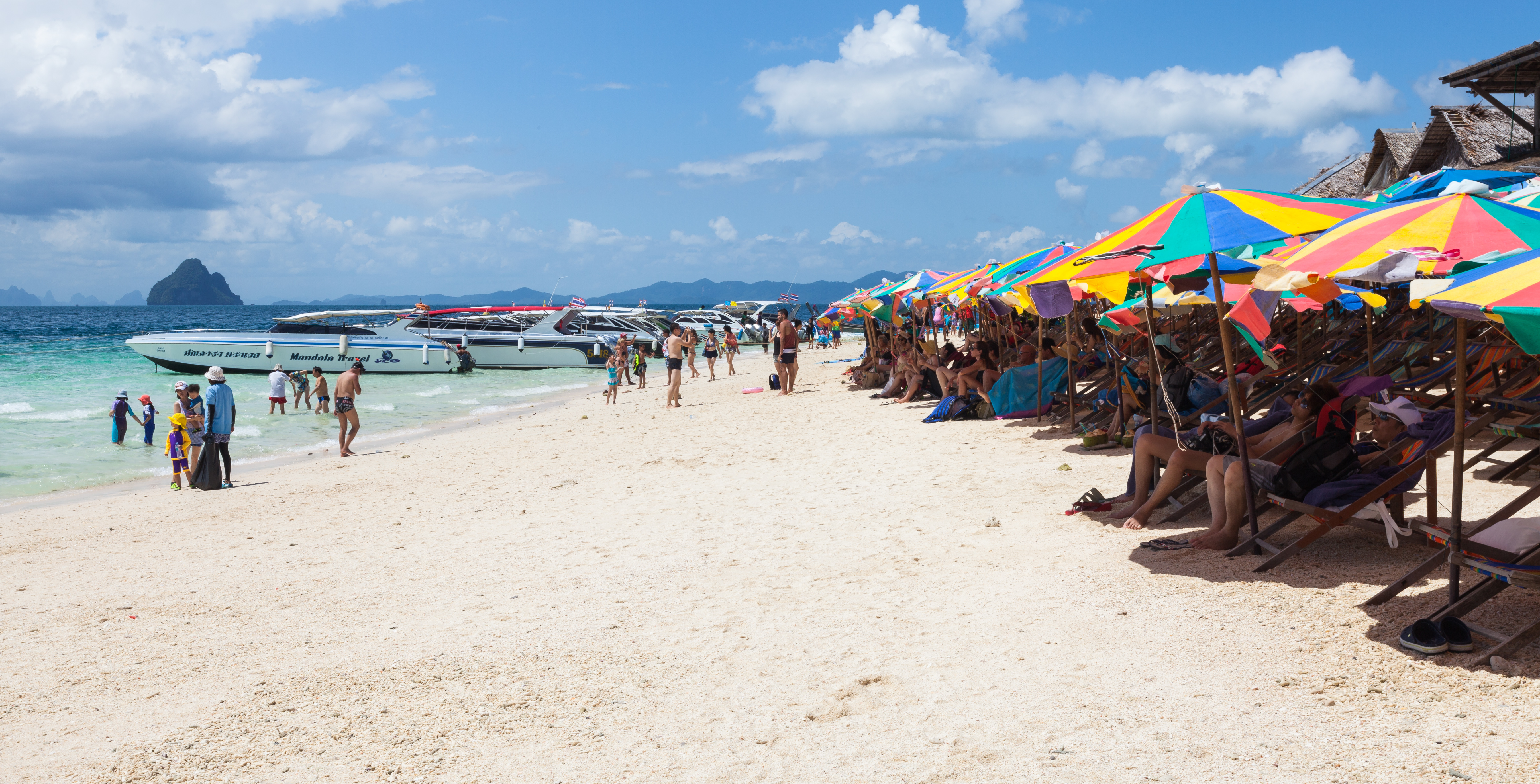
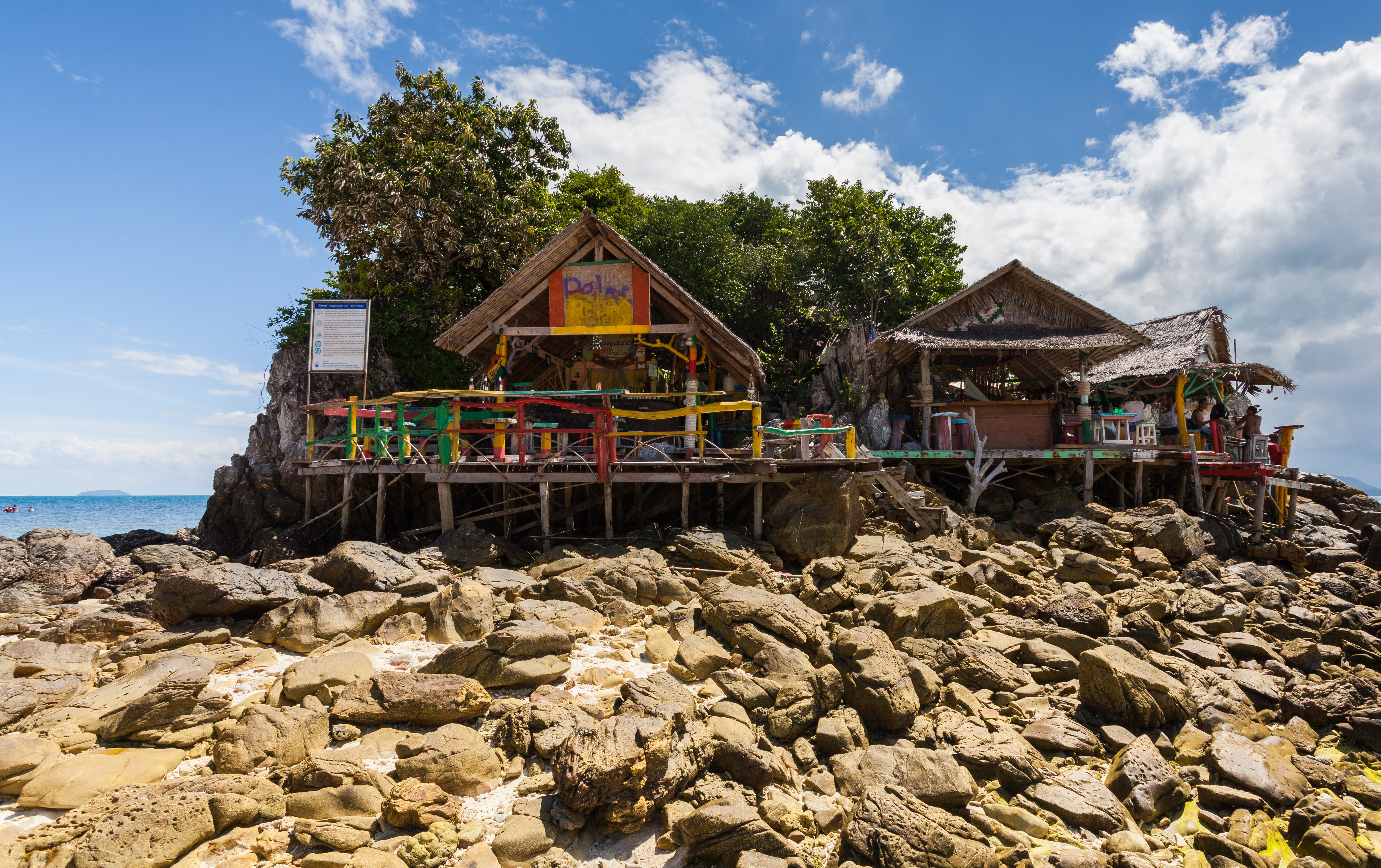
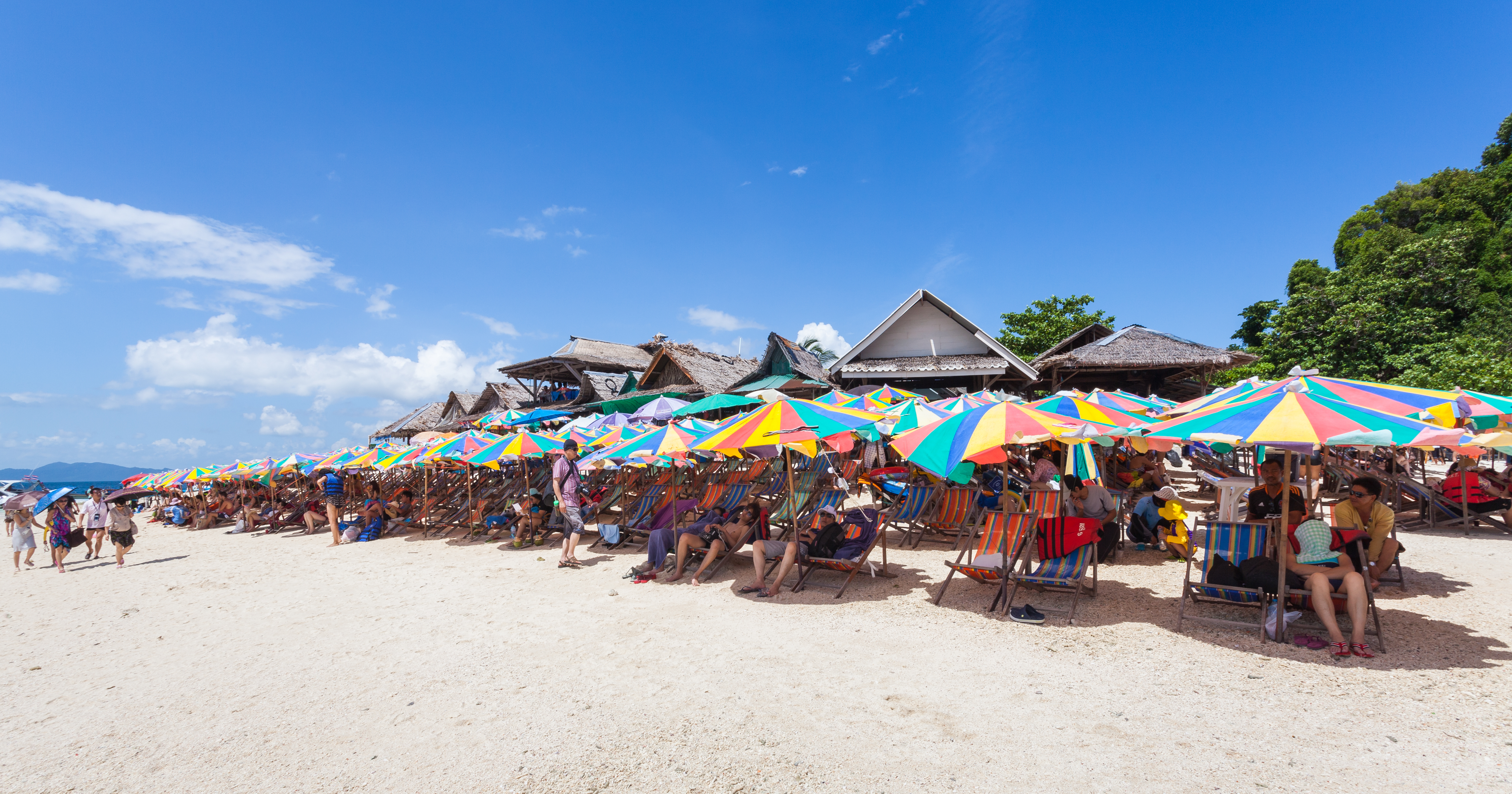
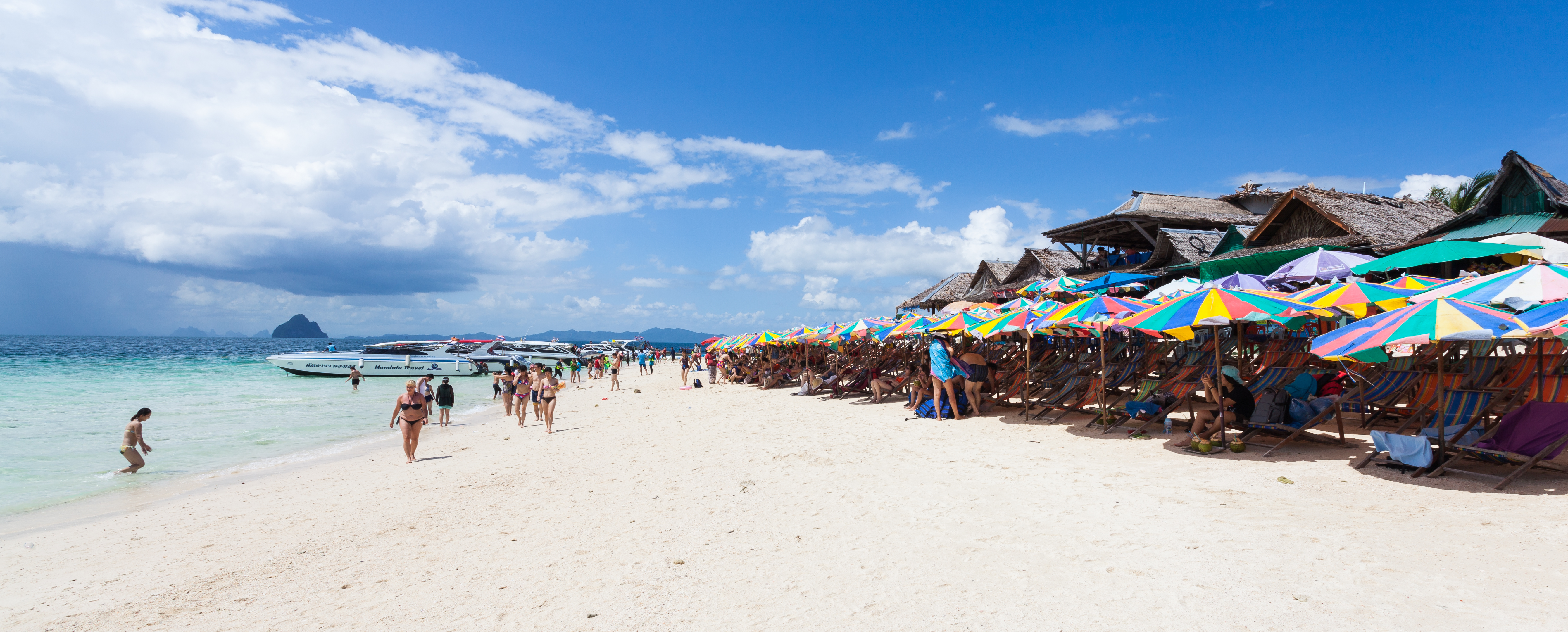
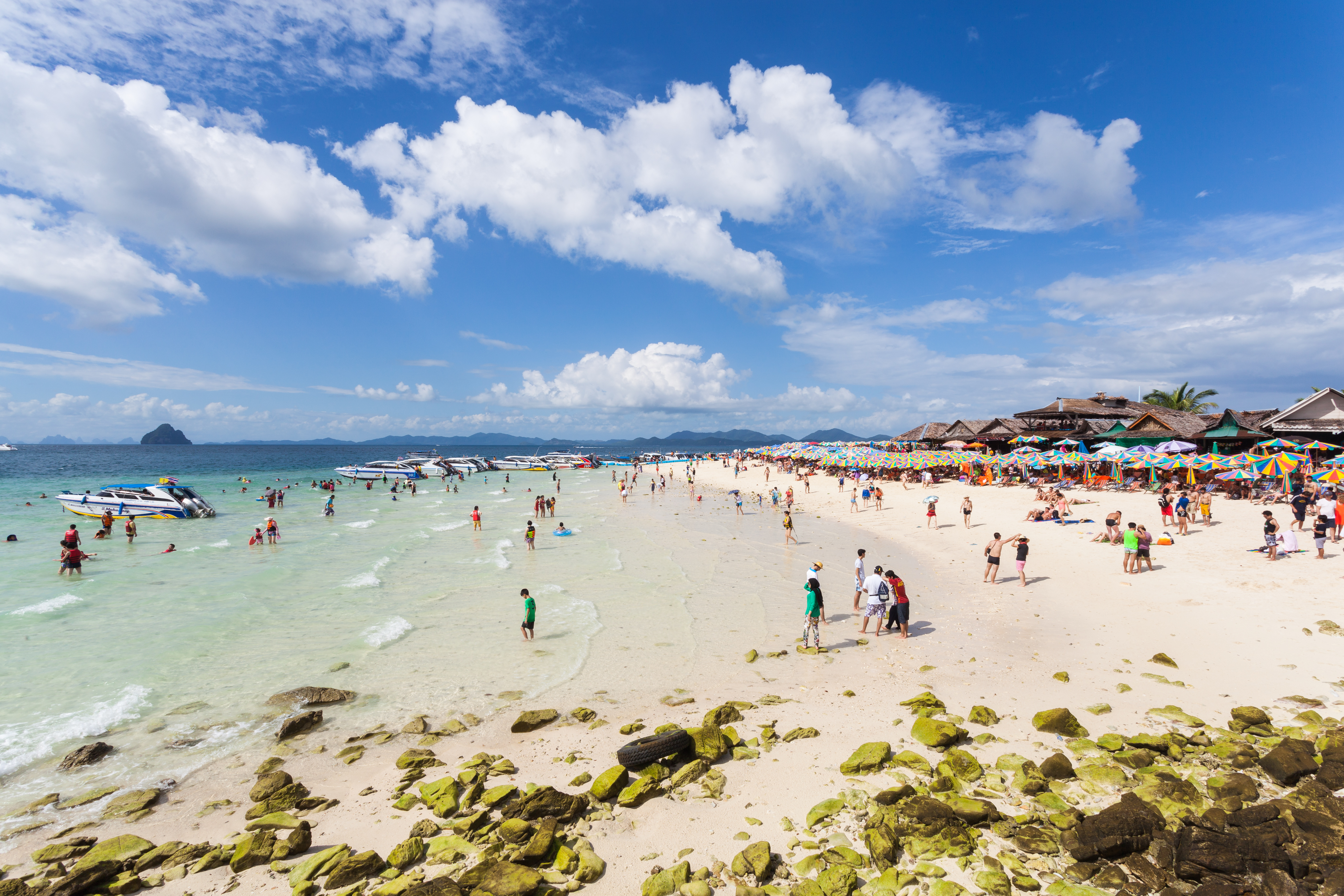
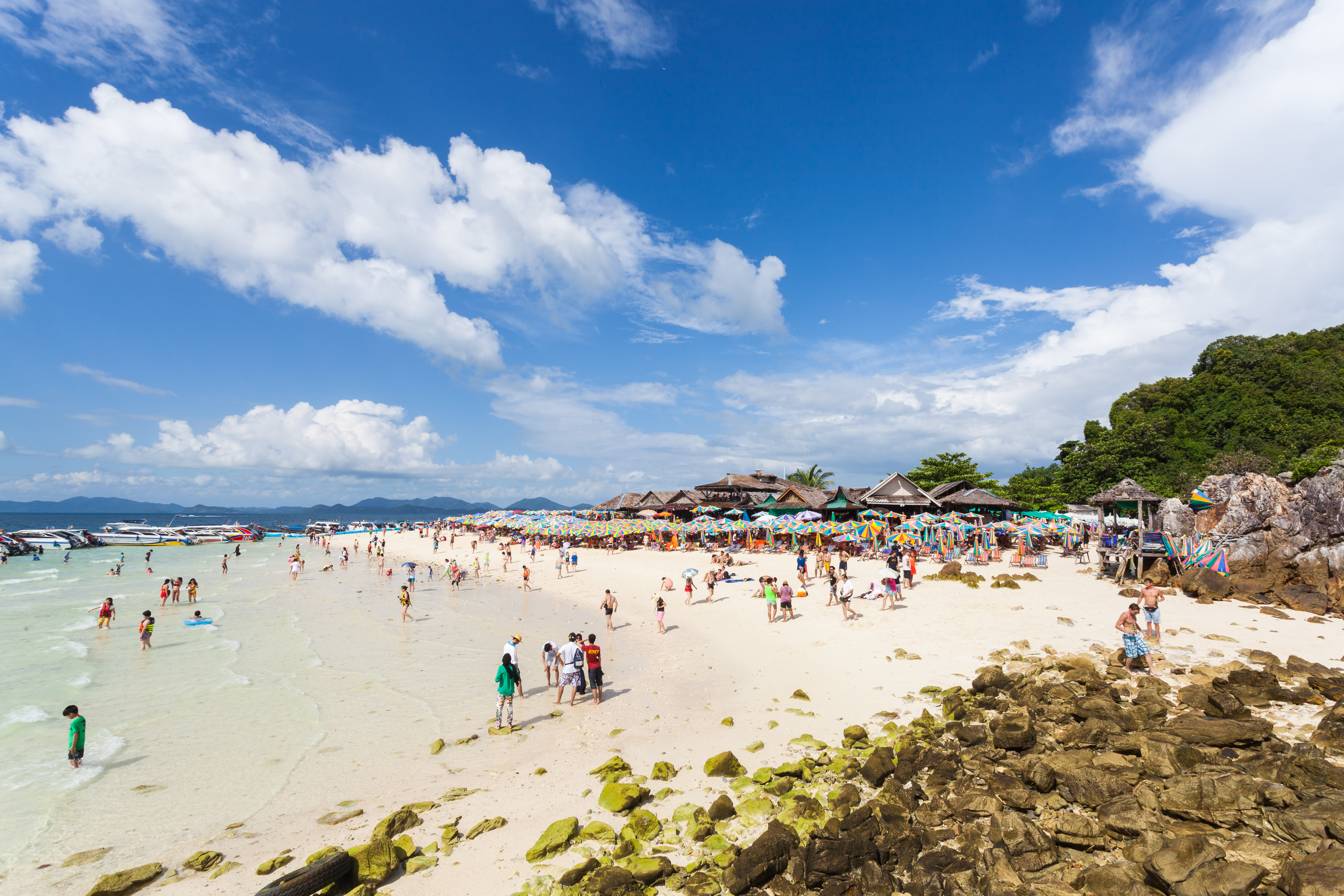
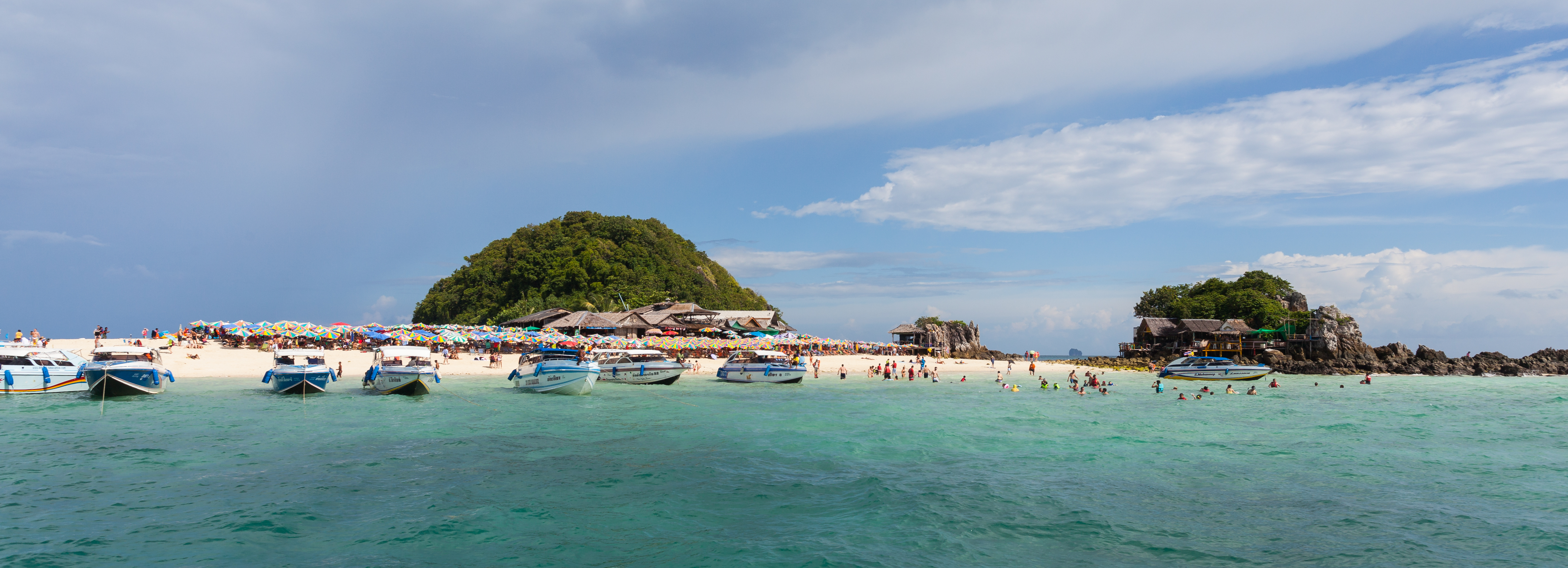